# Astrocaryum alatum
Astrocaryum alatum är en enhjärtbladig växtart som beskrevs av Nina Hosler Loomis. Astrocaryum alatum ingår i släktet Astrocaryum och familjen Arecaceae. IUCN kategoriserar arten globalt som nära hotad. Inga underarter finns listade i Catalogue of Life.